# Parti arabe

Esempio di tema natale con il lotto della fortuna (identificato dal cerchio con la croce) sulla destra nel segno dei Pesci.

In astrologia le parti arabe o lotti, chiamate anche sorti, sono punti sullo zodiaco calcolati aritmeticamente in base alla posizione di tre entità dell'oroscopo, come i pianeti, le cuspidi, o uno dei quattro angoli. La distanza in gradi tra due di questi punti viene sommata alla posizione del terzo (molto spesso l'ascendente) per ricavare l'ubicazione del lotto.

## Storia

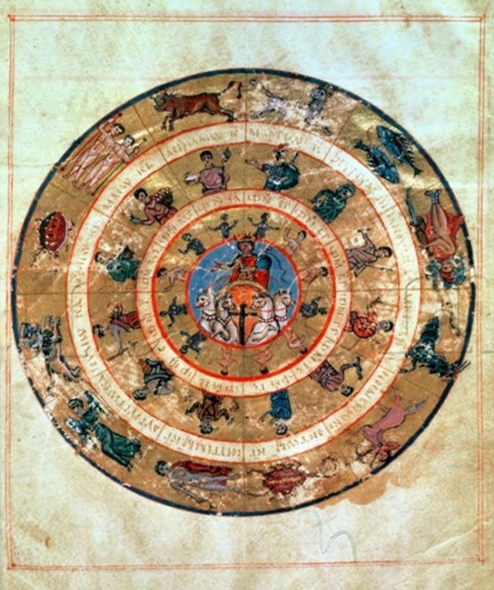
Raffigurazione dello zodiaco in un'edizione bizantina del Tetrabiblos risalente al IX secolo.

I lotti sono una tecnica astrologica antichissima, riconducibile a fonti pre-ellenistiche. La loro origine è oscura; potevano originariamente essere babilonesi, antichi egizi, magi, persiani o ermetici, ma al tempo di Doroteo di Sidone, nel I secolo (e probabilmente anche prima), erano diventati un principio stabilito della pratica astrologica ellenistica.
Una delle migliori fonti informative per i lotti è l'Introduzione all'astrologia dell'astrologo del IV secolo Paolo Alessandrino e il Commento a quest'opera del filosofo del VI secolo Olimpiodoro il Giovane. Paolo utilizzò una dozzina di lotti importanti per quasi ogni aspetto della sua analisi. I più importanti di questi erano il lotto della fortuna (o parte di fortuna) e il suo complemento, il lotto dello spirito.
Dopo la caduta dell'Impero romano, tutta l'eredità classica, inclusa l'astrologia, cadde nelle mani degli arabi e dei persiani abbasidi. Gli astrologi arabi tradussero fonti dal greco e i loro astrologi scrissero una quantità considerevole di testi in arabo sull'astrologia. Sebbene non sia chiaro se il numero dei lotti abbia iniziato a proliferare nella tarda antichità o se sia stato puramente il prodotto del fascino che gli arabi avevano per essi, i manoscritti arabi mostrano un'esplosione nel numero dei lotti che vennero utilizzati nei secoli successivi. L'aumento smisurato è notato dagli stessi commentatori arabi. In The Abbreviation of the Introduction to Astrology, l'astrologo persiano Abu Ma'Shar (787-886) descrive non meno di 55 lotti, sebbene sia chiaro che questi sono solo quelli che considerava significativi. Questo conteggio non include nemmeno tutti i lotti di Paolo.
A partire dal X secolo, molti manoscritti arabi furono tradotti in latino, diventando il mezzo attraverso il quale l'astrologia classica ritrovò la via del ritorno in Europa. Gli astrologi medievali, in particolare il maggiore di essi, l'italiano del XIII secolo, Guido Bonatti, contemporaneo di Dante, presumevano che fossero stati gli arabi a dare origine al concetto dei lotti, e quindi alla fine vennero chiamati le "parti arabe".
Al tempo di William Lilly (XVII secolo), solo il lotto della fortuna continuò ad essere usato dagli astrologi, anche se in un modo che sarebbe stato considerato strano dagli antichi praticanti. I metodi di Lilly con ciò che lui chiamava "fortuna" sono continuati nell'astrologia moderna, sebbene usati raramente e di solito fraintesi. Il lotto della fortuna appare principalmente oggi nella pratica oraria.

## Esempi di parti arabe
Di seguito il calcolo di alcuni dei punti arabi storicamente più studiati:

### Calcolo del lotto della fortuna
Il lotto della fortuna di Lilly (o Pars Fortunae) è calcolato come Ascendente + Luna - Sole. Cioè si calcolano i gradi di distanza (andando nella direzione dei segni) tra il Sole e la Luna e poi si misura quella stessa distanza dal punto dell'ascendente.
La stessa procedura è stata utilizzata dagli arabi e dagli astrologi ellenistici per calcolare il lotto della fortuna ma c'erano due differenze principali:
- La posizione del lotto variava considerevolmente nelle carte dove il Sole era sopra l'orizzonte (cioè una carta diurna, o una di settore diurno) o sotto l'orizzonte (una carta notturna, o una di settore notturno). I grafici del giorno seguono la procedura di Lilly; le carte notturne invertono la direzione in cui viene effettuata la misurazione tra il Sole e la Luna, in modo che l'astrologo misuri dalla Luna al Sole (di nuovo, andando nella direzione dei segni) per ottenere questo arco. Come per i grafici giornalieri, l'arco viene quindi misurato dall'ascendente per ottenere il lotto. Le due formule sono, quindi:

- - Diagramma del giorno: Ascendente + Luna - Sole
  - Grafico notturno: Ascendente - Luna + Sole

- Interpretativamente, il lotto della fortuna era usato per rappresentare il corpo, la fortuna e la salute. Veniva anche usato al posto dell'ascendente cambiando così la numerazione civica delle case astrologiche, per saperne di più su questi fattori. Lilly e i suoi contemporanei usavano il lotto della fortuna come un semplice indicatore del benessere materiale e, nelle classifiche orarie, un indicatore di successo.

### Il lotto dello spirito
Se il lotto della fortuna ha a che fare con il benessere materiale, il corpo, la fortuna e la salute, il lotto dello spirito rappresenta l'iniziativa presa da quella persona, o l'uso che viene fatto di ciò che viene dato.
Il lotto dello spirito è il contrario del lotto della fortuna, che fornisce le seguenti formule:
- Diagramma del giorno: Ascendente - Luna + Sole
- Grafico notturno: Ascendente + Luna - Sole

### I lotti ermetici
I lotti ermetici sono un insieme specifico di sette lotti, ciascuno associato a uno dei sette pianeti visibili (inclusi il Sole e la Luna), che sono stati attribuiti alla figura di Ermete Trismegisto nella tradizione ellenistica dell'astrologia. Questa serie di lotti appare nell'opera dell'astrologo del IV secolo Paolo Alessandrino, così come nel suo successivo commentatore Olimpiodoro il Giovane. Le formule per i lotti si possono trovare in Paolo (vedi riferimento sotto).
Le formule per i lotti ermetici in seguito si fecero strada nella tradizione astrologica medievale dove compaiono in autori come Abu Ma'shar e Guido Bonatti, sebbene le loro liste siano state combinate con una tradizione di lotti alternativa derivata dall'astrologo del II secolo Vettio Valente.